# 쉽싸리
쉽싸리는 꿀풀과에 속한 여러해살이풀이다. 시베리아 동부, 러시아 극동, 중국, 일본, 한국, 대만 등 아시아 온대에 분포한다.

## 생태
한국에서는 전국 각지의 햇빛이 잘 드는 비옥한 땅에서 자란다. 높이는 80~120센티미터이며, 줄기는 곧게 서고 네모진다. 가지가 갈라지지 않으며 마디에 흰 털이 난다. 잎은 열십자 모양으로 마주나는데, 잎자루가 거의 없고 길이 7~15센티미터, 너비 1~4cm쯤 된다. 양면에 털이 없고 가장자리에 톱니가 있다. 꽃은 7~10월에 줄기 윗부분의 잎겨드랑이에서 흰색으로 여러 개가 모여 핀다. 열매는 길이 2밀리미터 정도의 수과이다.

## 사진

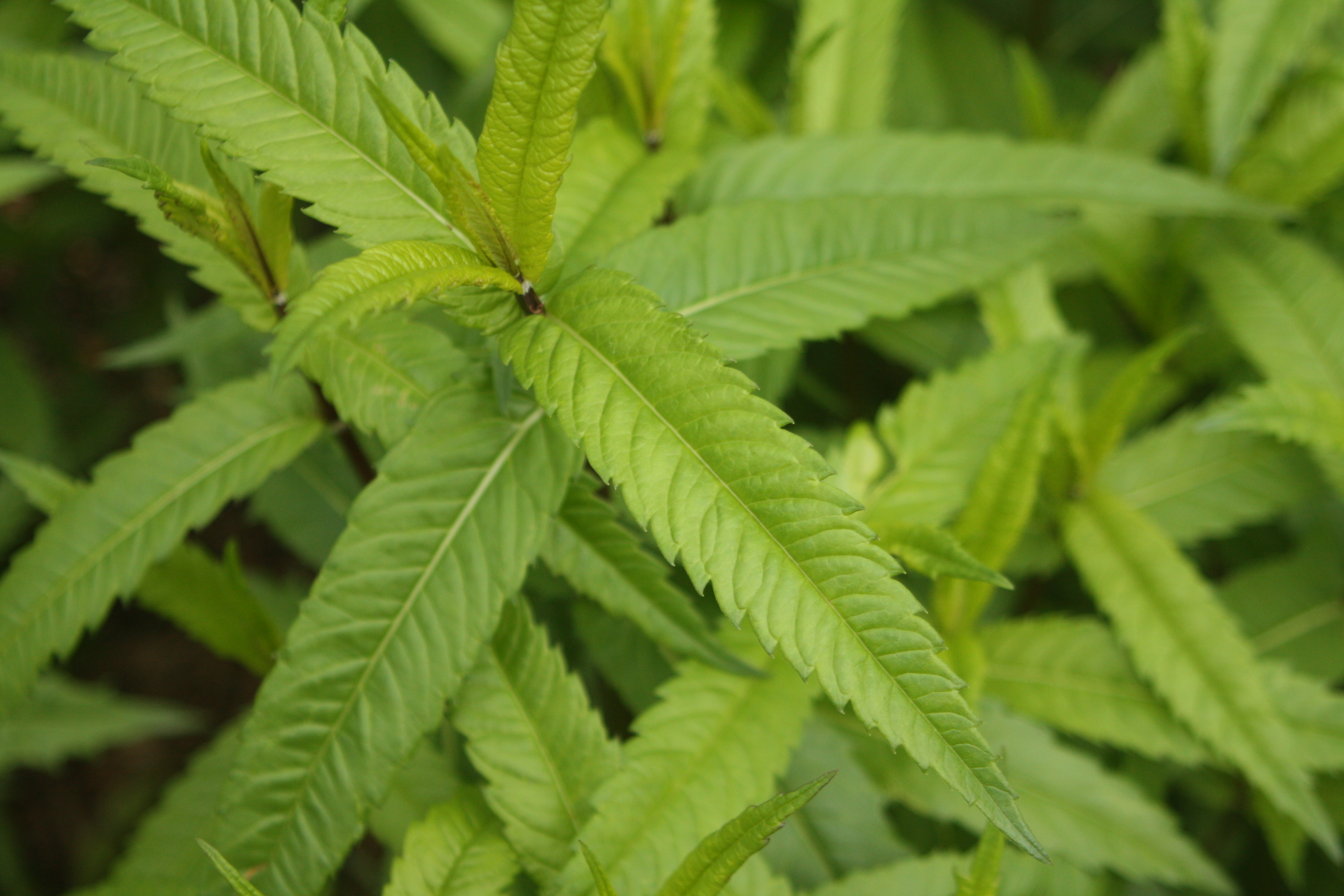
잎

## 참고 문헌
- 고경식; 김윤식 (1988). 《원색한국식물도감》. 아카데미서적.
- 이동혁 (2007). 《오감으로 찾는 우리 풀꽃》. 도서출판 이비컴. ISBN 978-89-89484-57-8.
- 풀베개 보관됨 2015-12-10 - 웨이백 머신